# تيموثي جونز (سياسي)
تيموثي جونز (بالإنجليزية: Timothy Johns)‏ هو محامي وسياسي أمريكي، ولد في 17 يوليو 1948. حزبياً، نشط في الحزب الجمهوري. وقد انتخب عضو داكوتا الجنوبية البيت النواب.